# キングズ・ロード

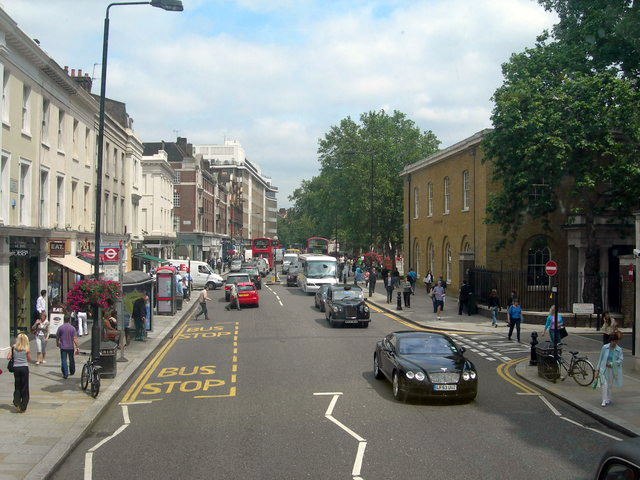
キングズ・ロードから東側のスローン・スクエア方面を見た様子

キングズ・ロード (King's Road) は、ロンドンケンジントン・アンド・チェルシー区のチェルシーをテムズ川に沿うように東西に走る道路。東はスローン・スクエアを起点とし、西はフラム界隈まで走る。キングズ・ロードの先は、南北に走るウォーターフォード・ロード (Waterford Road) で交差する地点からニュー・キングズ・ロード (New King's Road) と名称を変え、テムズ川のパトニー橋 (Putney Bridge) たもとを南北に走るフラム・ハイ・ストリート (Fulham High Street) まで突き当たる。
ヒッピー、パンク文化が華やかだった60年代後半から80年代前半の時代にかけてカウンターカルチャーの中心地として若者が闊歩していたが、現在ではやや落ち着きを取り戻している。チェルシーにおける賑わうメイン通り（en:High Street）として、さらにロンドンで最もファッショナブルな街路としても知られている。

## 歴史
名称の由来は、イングランド国王チャールズ2世（在位: 1660 - 1685年）が、現在の南西ロンドンにあるキューへと向かう際に用いた私的な道路であったことによる。1830年までは王室所有道路とされていたが、ロンドンの交通状況改善のため、関係者や一般にも解放された。道路に面した建物の一部は18世紀前半までさかのぼることができる。
キャロル・リード（映画監督）は1948年から、1976年に亡くなるまで213番地で暮らした。トマス・アーン（作曲家）は215番地で生活しており、有名なイギリス愛国歌『ルール・ブリタニア』はこの地で作曲されたと考えられている。エレン・テリー（女優）、ピーター・ユスティノフ（男優）らもアーンと同じ家屋で生活したことがあり、記念のブルー・プラークが掲示されている。
1930年代、サー・オズワルド・モズレー率いるイギリスファシスト連合（通称・黒シャツ隊）が、この通り界隈を拠点に活動を始めた。
1968年、チェルシー・ドラッグストア (Chelsea Drugstore) が開店した。外装が
トラバーチンなメタル状の現代的な3階建てビル建物であり、文字通り薬局であるが、二階にはソーダ・ファウンテンが提供されていた。時代が下るとパブが設けられていた。チェルシー・ドラッグストアは映画『時計じかけのオレンジ』のロケ地としても利用されたが、現在はマクドナルドになっている。
「漂流の60年代」と呼ばれる「スウィンギング・シックスティーズ」（Swinging Sixties）または「スウィンギング・ロンドン」（Swinging London）は、1960年代のモッズ、ミニ、厚底ブーツ、さらにヒッピーなどのストリートファッションから、サイケな色彩を帯びたストリートカルチャーまで指す。1960年代のカウンターカルチャーを時代背景に、世界を席巻したビートルズやマリー・クヮントなどイギリスの若者による流行や文化の革新的な潮流をいうが、ソーホーのカーナビー・ストリート（Carnaby Street）界隈と共に、キングズ・ロード界隈も注目された。
1955年、マリー・クヮントがブティック「バザー」(BAZAAR) を 138a 番地で開店した。
1960年代、通り界隈はモッズの中心地とみなされた。
1966年、サイケなブティック「Granny Takes a Trip」が488番地で開店した。
1970年代のヒッピーやパンクのカウンターカルチャーあるいはサブカルチャーを時代背景に、1974-76年にかけ、ヴィヴィアン・ウェストウッド (Vivienne Westwood) と、バンドマネージャー及びファッションデザイナーのマルコム・マクラーレンが共同で、ブティック「セックス」(SEX) を運営していた。
ヴィヴィアン・ウェストウッドは「セックスピストルズ」、「ニューヨーク・ドールズ」、「バウ・ワウ・ワウ」などマクラーレンのバンドとの協同で、70年代にパンクやニュー・ウェイヴ (音楽) をファッションスタイルにし、パンク・ファッションをメインストリームに押し上げた。
このように、モッズからヒッピーやパンクなどに至るカウンターカルチャーあるいはサブカルチャーの中心地として有名な通りであったが、現代は洗練された通りに変化している。
また、1970年代半ばから後半にかけて、「レッド・ツェッペリン」が所有者のスワンソング・レコードのほか、Cube Records（現在はエレクトラ・レコードに吸収）などが本社ないし本部を当通り沿いに構えていた。